# Luận văn

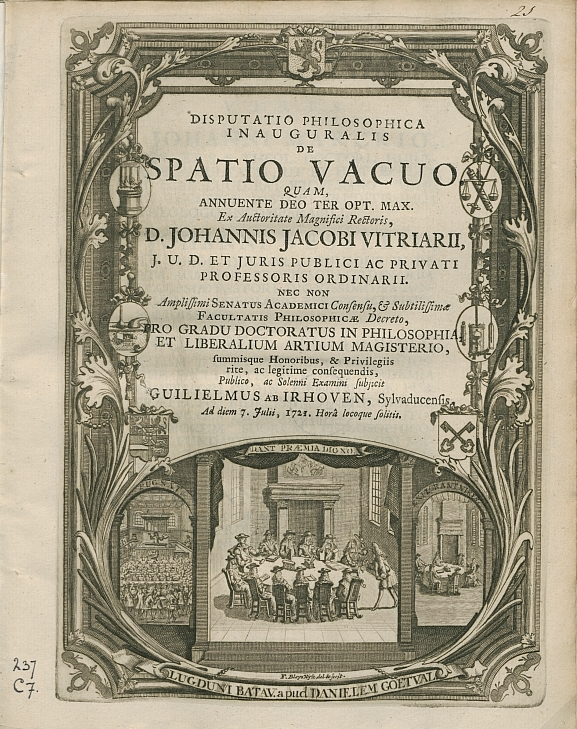
Lễ trao bằng tiến sĩ của Đại học Leiden vào thế kỷ 18 ở Hà Lan, được thể hiện trên trang bìa của một luận án tiến sĩ. "Disputatio philosophica inauguralis de spatio vacuo" (Tranh luận triết học khai mạc về không gian trống) của Guilielmus ab Irhoven (Willem van Irhoven) dưới sự cho phép của Hiệu trưởng magnificus Johannes Jacobus Vitriarius (Jan Jacob Glazenmaker), ngày 7 tháng 7 năm 1721.

Luận văn (viết tắt  diss.), là một tài liệu được nộp để ủng hộ việc ứng cử cho một bằng cấp học thuật hoặc trình độ chuyên môn trình bày nghiên cứu và phát hiện của tác giả.
Trong một số ngữ cảnh, từ luận văn hoặc một từ tương tự được sử dụng cho một phần của khóa học cử nhân hoặc thạc sĩ, trong khi tiểu luận thường được áp dụng cho một bằng tiến sĩ. Đây là sự sắp xếp thông thường trong tiếng Anh Mỹ. Trong các ngữ cảnh khác, chẳng hạn như trong hầu hết các tổ chức của Vương quốc Anh và Cộng hòa Ireland, điều ngược lại là đúng. Thuật ngữ luận văn sau đại học đôi khi được sử dụng để chỉ cả luận văn thạc sĩ và tiểu luận tiến sĩ.
Độ phức tạp hoặc chất lượng nghiên cứu được yêu cầu của một luận văn hoặc tiểu luận có thể khác nhau tùy theo quốc gia, trường đại học hoặc chương trình, và do đó thời gian học tập tối thiểu được yêu cầu có thể khác nhau đáng kể về thời lượng.
Từ tiểu luận đôi khi được sử dụng để mô tả một luận thuyết không liên quan đến việc lấy bằng cấp học thuật. Thuật ngữ luận văn cũng được sử dụng để chỉ tuyên bố chung của một bài luận hoặc tác phẩm tương tự.

## Từ nguyên
Thuật ngữ "luận văn" bắt nguồn từ từ tiếng Hy Lạp θέσις, nghĩa là "điều gì được đưa ra", và đề cập đến một đề xuất trí tuệ. Thuật ngữ "tiểu luận" bắt nguồn từ tiếng Latin dissertātiō, nghĩa là "thảo luận". Aristotle là nhà triết học đầu tiên định nghĩa thuật ngữ "luận văn". 

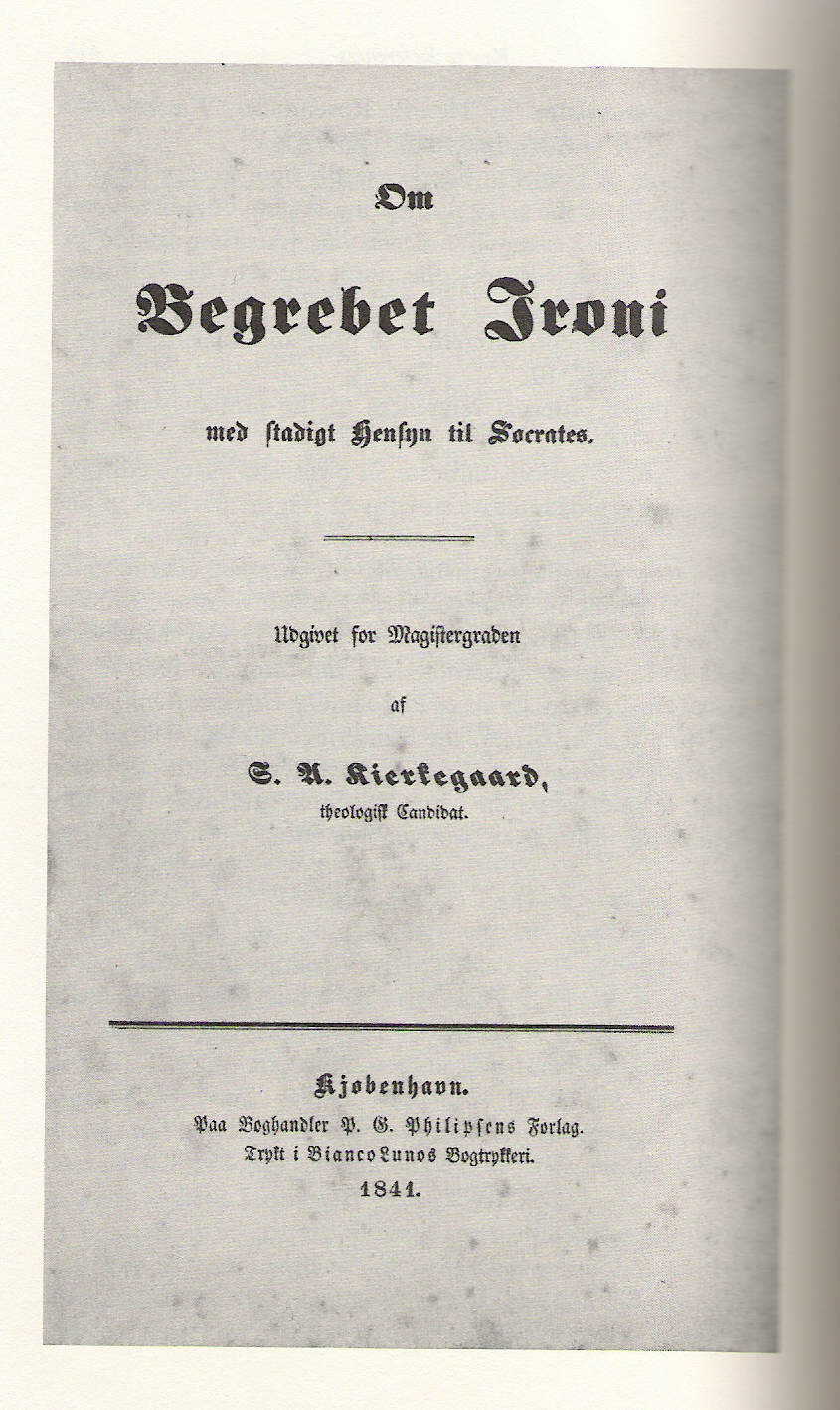
Trang bìa luận án đại học của Søren Kierkegaard (1841)

Một luận văn là một giả định của một triết gia uyên bác nào đó mâu thuẫn với ý kiến chung...bởi vì để ý khi bất kỳ người bình thường nào thể hiện quan điểm trái ngược với ý kiến thông thường của con người là điều ngớ ngẩn.
Đối với Aristotle, một luận văn sẽ là một giả định mâu thuẫn với ý kiến chung hoặc thể hiện sự bất đồng ý kiến với các triết gia khác (104b33-35). Một giả định là một tuyên bố hoặc ý kiến có thể đúng hoặc sai tùy thuộc vào bằng chứng và/hoặc chứng minh được đưa ra (152b32). Do đó, mục đích của luận án là phác thảo các bằng chứng về lý do tại sao tác giả bất đồng ý kiến với các triết gia khác hoặc ý kiến chung.

## Cấu trúc
Luận văn (hoặc tiểu luận) có thể được sắp xếp dưới dạng luận văn do xuất bản hoặc luận văn chuyên khảo, có hoặc không có các bài báo đính kèm. Nhiều chương trình sau đại học cho phép ứng viên nộp một bộ sưu tập các bài báo được tuyển chọn. Một luận văn chuyên khảo thông thường có trang tiêu đề, tóm tắt, mục lục, bao gồm các chương khác nhau như phần giới thiệu, tổng quan tài liệu, phương pháp luận, kết quả, thảo luận và danh sách tham khảo hoặc thường là phần tham khảo. Chúng khác nhau về cấu trúc của chúng phù hợp với nhiều lĩnh vực nghiên cứu khác nhau (nghệ thuật, nhân văn, khoa học xã hội, công nghệ, khoa học, v.v.) và sự khác biệt giữa chúng. Trong một luận văn do xuất bản, các chương cấu thành một bài đánh giá tổng quan và giới thiệu về các tài liệu bài báo đã được xuất bản và chưa được xuất bản được đính kèm.
Tiểu luận thường báo cáo về một dự án nghiên cứu hoặc nghiên cứu, hoặc một phân tích mở rộng về một chủ đề. Cấu trúc của một luận văn hoặc tiểu luận giải thích mục đích, tài liệu nghiên cứu trước đây liên quan đến chủ đề nghiên cứu, các phương pháp được sử dụng và phát hiện của dự án. Hầu hết các trường đại học trên thế giới sử dụng định dạng nhiều chương:
1. Phần giới thiệu: Giới thiệu chủ đề nghiên cứu, phương pháp luận, cũng như phạm vi và tầm quan trọng của nghiên cứu.
2. Phần tổng quan tài liệu: Tổng quan các tài liệu liên quan và cho thấy cách tài liệu này đã thông tin cho vấn đề nghiên cứu.
3. Phần phương pháp luận: Giải thích cách nghiên cứu được thiết kế và lý do tại sao các phương pháp nghiên cứu/đối tượng nghiên cứu/thu thập và phân tích dữ liệu được sử dụng được lựa chọn.
4. Phần kết quả: Mô tả các kết quả của nghiên cứu.
5. Phần phân tích và thảo luận: Phân tích các kết quả và thảo luận chúng trong bối cảnh của phần tổng quan tài liệu (chương này thường được chia thành hai phần: phân tích và thảo luận).
6. Phần kết luận:[6][7] Đưa ra đánh giá hoặc quyết định đạt được bởi luận văn